# Leviellus
Leviellus Wunderlich, 2004 è un genere di ragni appartenente alla famiglia Araneidae.

## Etimologia
Il nome deriva dall'aracnologo israeliano Herbert Walter Levi (1921- ) e dal suffisso -ellus, che indica una forma diminutiva, quasi vezzeggiativa.

## Distribuzione
Le quattro specie oggi note di questo genere sono state rinvenute in Europa, Medio Oriente, Africa settentrionale e Asia centrale.

## Tassonomia
L'aracnologo Wunderlich, in un suo lavoro (2004f), analizzando gli esemplari di Zygiella kochi Thorell, 1870, li attribuì all'ex-famiglia Zygiellidae.
Dal 2004 non sono stati esaminati esemplari di questo genere.
Si compone di sei specie:
- Leviellus caspica (Simon, 1889) - Asia centrale, Iran
- Leviellus inconveniens (O. P.-Cambridge, 1872) - Libano, Israele
- Leviellus kochi (Thorell, 1870)[3] - Europa meridionale, Africa settentrionale, Asia centrale
- Leviellus poriensis (Levy, 1987) - Israele
- Leviellus stroemi (Thorell, 1870) - Europa, Russia, Kazakistan, Corea
- Leviellus thorelli (Ausserer, 1871) - Europa